# Heinrich Dreber

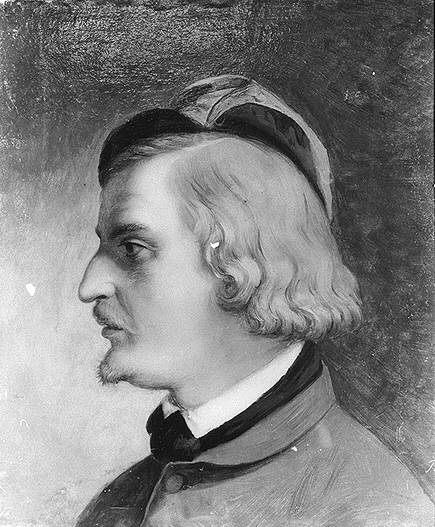
Franz-Dreber, porträtiert von Georg Friedrich Bolte, Rom 1849

Heinrich Dreber (genannt Franz-Dreber; * 9. Januar 1822 in Dresden; † 3. August 1875 in Anticoli Corrado) war ein deutscher Maler der Romantik.

## Biographisches
Dreber war der uneheliche Sohn von Carl Gottlieb Dreber und der Dresdener Bürgerstochter Christiane Juliane Seidel. Er wuchs im Haus seines Vormunds H. E. Franz auf. Von 1836 bis 1841 besuchte er die Dresdner Akademie. Sein Lehrer war Ludwig Richter, dessen idealistische Auffassung und zeichnerische Behandlung für Dreber zunächst bestimmend wurden. 1841 stellte er sein erstes Gemälde aus.
Eine Erbschaft ermöglichte ihm, 1843 nach Italien zu reisen, wozu ihm auch Ludwig Richter geraten hatte. Nach Aufenthalten am Gardasee, in Venedig und Florenz wurde er in Rom ansässig. Die „Ewige Stadt“ und ihre Umgebung, namentlich die Campagna Romana, die Albaner Berge und die Sabiner Berge, nahmen ihn derart gefangen, dass er mit kurzen Unterbrechungen sein ganzes Leben dort verbrachte.

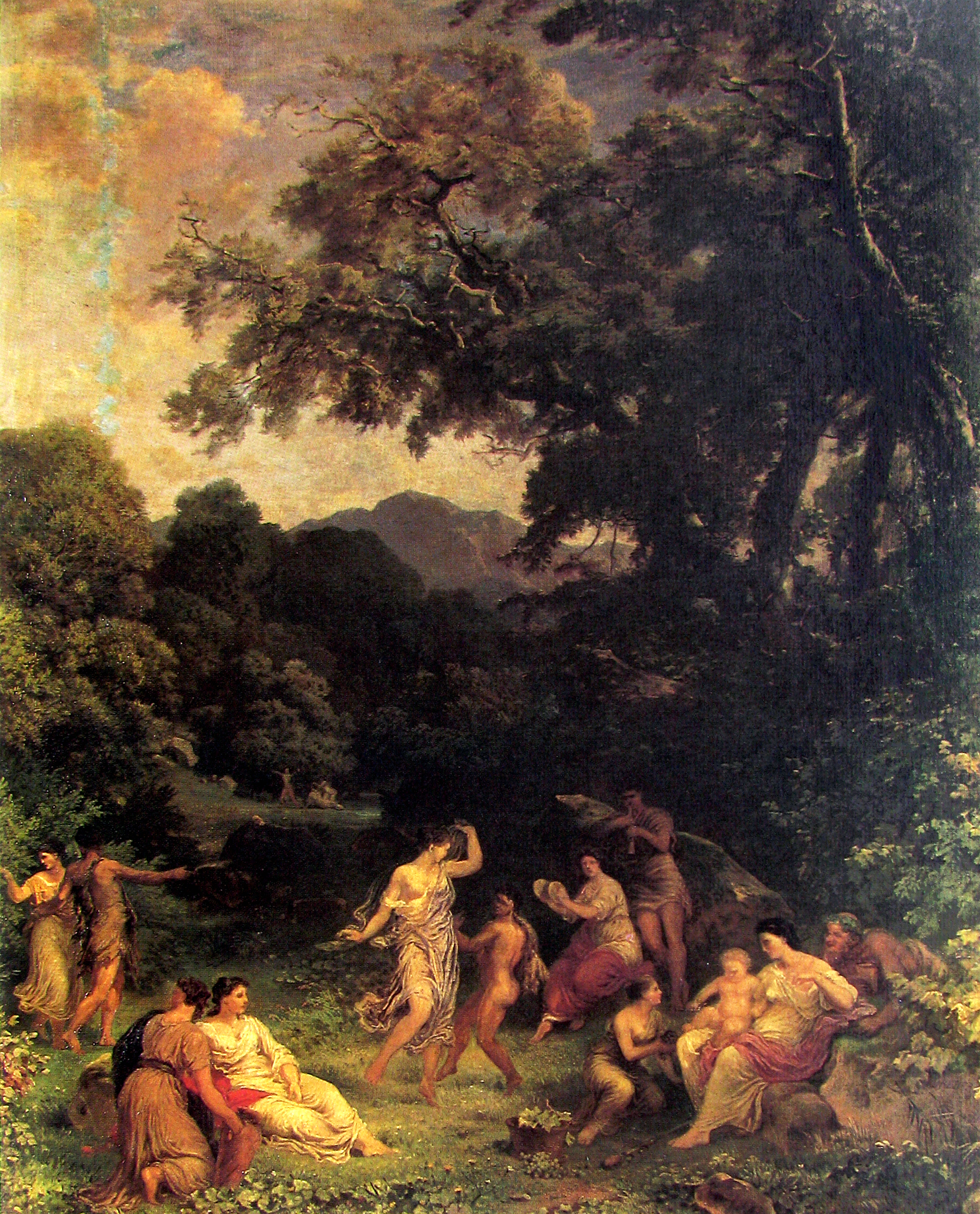
Bukolischer Reigen in südlicher Landschaft; Heinrich Dreber, um 1860; Stadtmuseum Bautzen

Ab 1855 lebte Dreber ständig in Rom. In dieser Periode stand die italienische Landschaft im Mittelpunkt seiner Arbeit. Durch seine Freundschaft mit Friedrich Preller (dem Älteren) wurde Dreber Lehrer dessen Sohnes, Friedrich Preller (der Jüngere). Zwischen 1862 und 1869 schuf er im Auftrag von Otto Wesendonk, dem Gönner Richard Wagners, mehrere Gemälde für dessen Zürcher Villa.
Dreber heiratete 1869 Faustina Bruni, verw. Orioli.

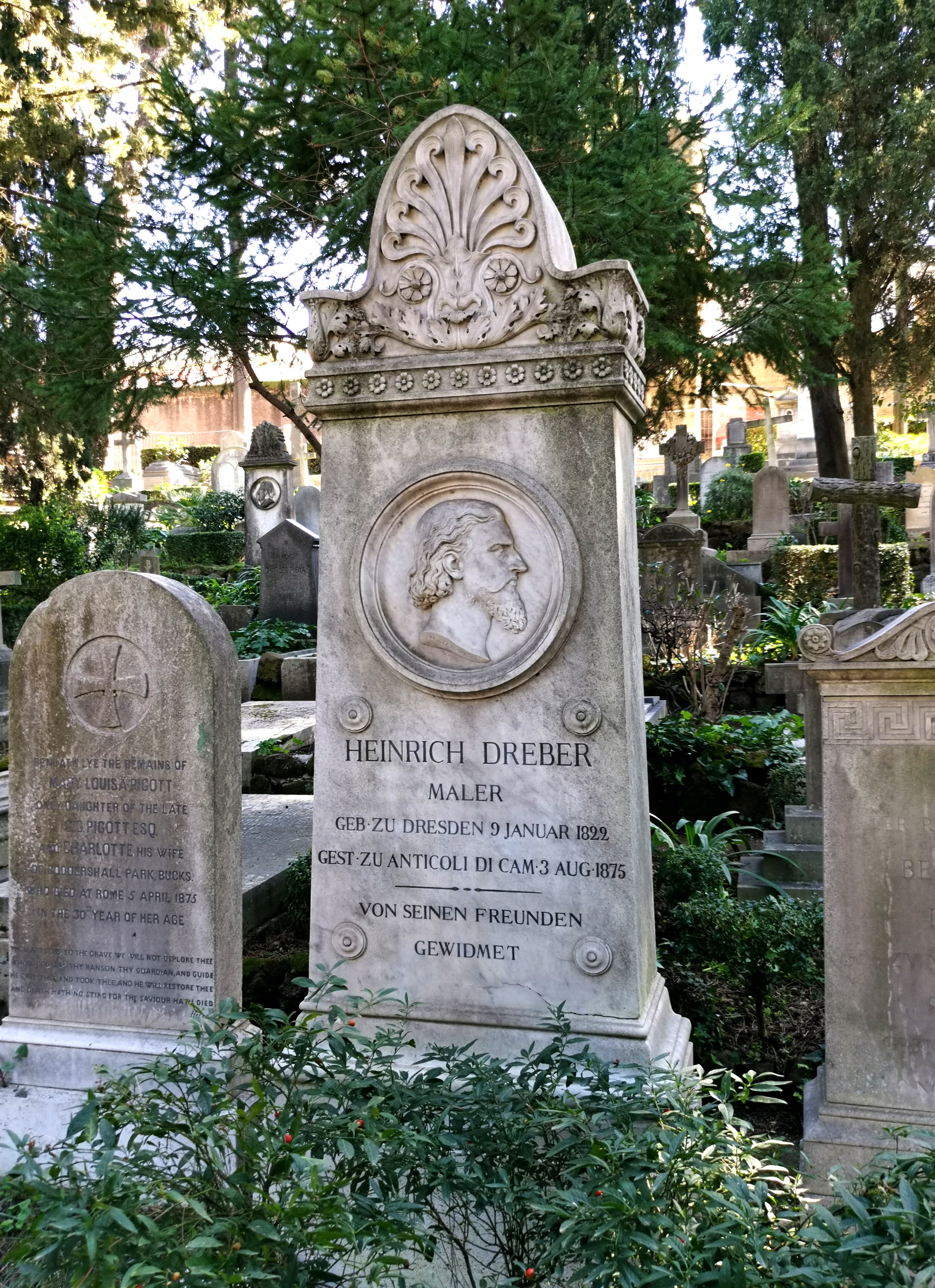
Grab auf dem Nichtkatholischen (Protestantischen) Friedhof Rom

Er ist auf dem Protestantischen Friedhof in Rom beerdigt.

## Künstlerisches Wirken

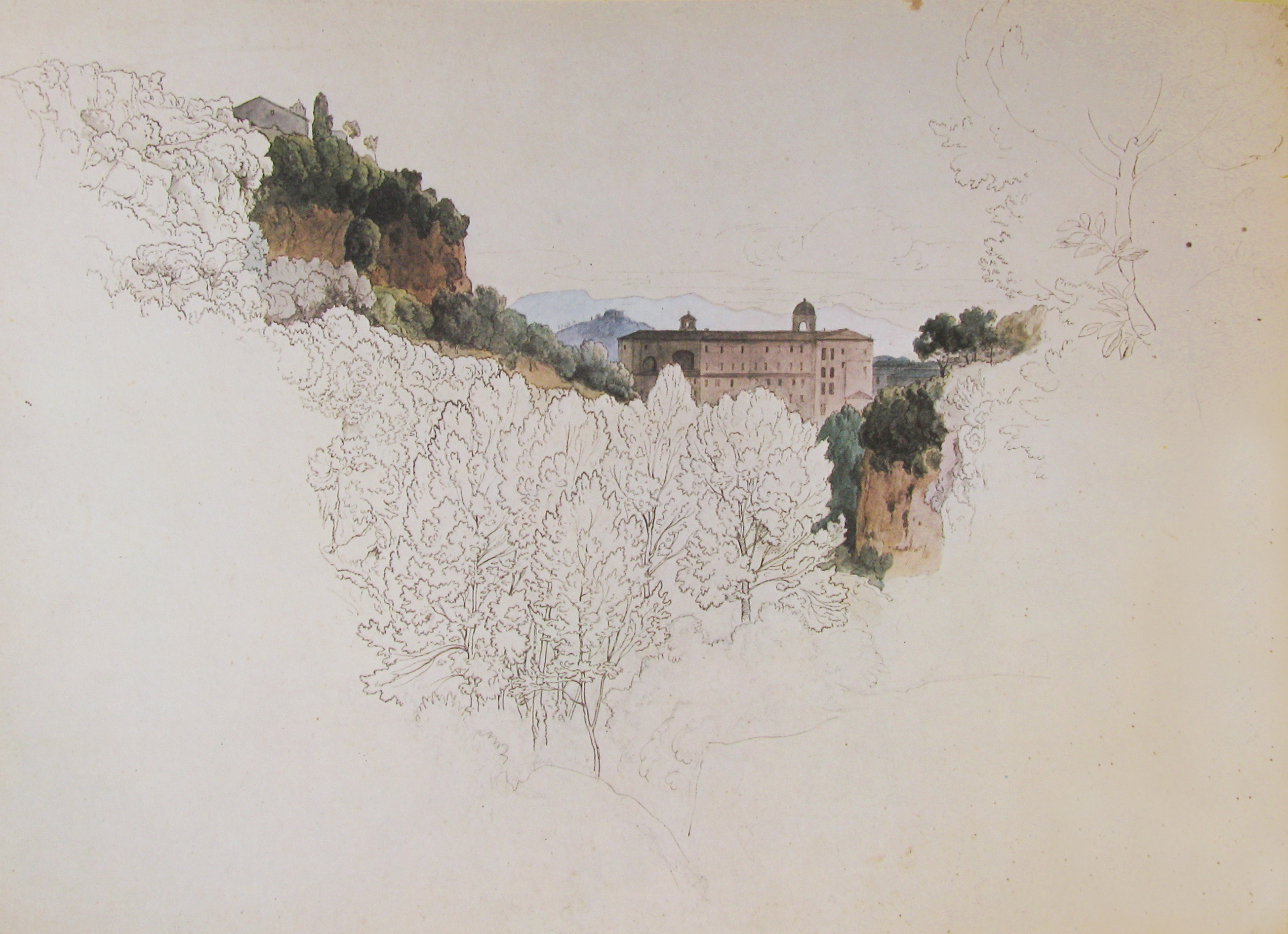
Anienetal mit Blick auf den Palazzo del Seminario in Subiaco; Heinrich Dreber; Staatliche Graphische Sammlung München

Drebers Werk gibt ein Beispiel für den fast bruchlosen Wandel von den stilistischen Anschauungen der jüngeren Romantik, wie sie ihm Ludwig Richter vermittelt hatte, hin zu einer idealischen Naturmalerei, wie sie im Werk Arnold Böcklins kulminierte und in der zweiten Hälfte des 19. Jahrhunderts die deutsche (und schweizerische) Malerei mit bestimmte.
Dreber studierte als Zeichner die Natur intensiv, malte jedoch nie vor Ort mit Öl. Seine Landschaftsgemälde komponierte er mit Hilfe eines reichen Fundus an Naturstudien im Atelier, so dass sich die phantastischen Figuren der Faune und Nymphen ebenso wie auch Hirten und Landleute unbeschwert in gleichermaßen idealisierten wie naturalistisch wirkenden Landschaften vergnügen können.
Die Aufnahme in die Accademia di San Luca in Rom war die einzige Anerkennung, die Heinrich Dreber zu Lebzeiten erfuhr.
In der Staatlichen Kunstsammlungen Dresden befindet sich das Gemälde Bad der Diana. Ein weiteres Gemälde Landschaft mit dem alten Sänger, Öl auf Leinwand, 164 × 249 cm, verbrannte 1945. Eine kleinere Version befindet sich in der Neuen Galerie in Kassel.